# شهرستان زمینوگورسکی
شهرستان زمینوگورسکی (به لاتین: Zmeinogorsky District) یک منطقهٔ مسکونی در روسیه است که در سرزمین آلتای واقع شده‌است.